# Thymus skopjensis
Thymus skopjensis (лат.) — вид двудольных растений рода Тимьян (Thymus) семейства Яснотковые (Lamiaceae). Впервые описан северомакедонскими ботаниками Кирилом Мицевски и Владо Матевски в 1980 году.

## Распространение
Эндемик Северной Македонии, известный из села Нова-Брезница (окрестности Скопья) и из нескольких участков в национальном парке Ясен.

## Ботаническое описание
Хамефит.

## Синонимы
Синонимичные названия:
- Thymus hirsutus var. drosocalyx Ronniger
- Thymus skopjensis var. drosocalyx (Ronniger) Micevski
- Thymus skopjensis f. longipilus Micevski